# شيلدون إس. كوهن
شيلدون إس. كوهن (بالإنجليزية: Sheldon S. Cohen)‏ هو محامي وسياسي أمريكي، ولد في 28 يونيو 1927 في واشنطن العاصمة في الولايات المتحدة، وتوفي في 4 سبتمبر 2018 في تشيفي تشيس في الولايات المتحدة بسبب قصور القلب. نشط حزبياً في الحزب الديمقراطي.

## روابط خارجية
- شيلدون إس. كوهن على موقع IMDb (الإنجليزية)